# Строфа
Строфа́ (дав.-гр. στροφή «поворот», зміна, коло) — поєднання рядків у вірші, що мають певний віршовий розмір, ритм та інтонаційно-синтаксичну будову. У римованій поезії також має певну схему римування. У творі, що складається з кількох строф, метрична, римічна та ін. структура кожної наступної строфи повторює структуру першої строфи.

### Визначення
Строфа — фонічно викінчена віршова сполука, яка повторюється у поетичному творі, об'єднана здебільшого спільним римуванням, представлена інтонаційною та ритміко-синтаксичною цілісністю, відмежована від аналогічних сполук помітною паузою та іншими чинниками (закінчення римованого ряду, відносна змістовна завершеність тощо).
Проте безпідставно ототожнювати строфу з будь-яким версифікаційним елементом, зокрема з римуванням, бодай тому, що вона наявна у білому вірші, де композиційну функцію, притаманну римам, виконують клаузули.
Термін «строфа» виник в античній трагедії, означав відтинок пісні, що виконувався між двома поворотами в урочистій процесії хору (обидві однаково побудовані частини називалися строфою та антистрофою).

### Класифікація
Типологізація строфи як естетично відчутного і важливого прояву ритмоінтонаційної та змістової цілісності вірша залежить від його внутрішньої структури. Наймінімальнішою строфою вважається двовірш (дистих), максимальною — вісімнадцятивірш, де береться за основу схема римування, на відміну від античної верисфікації, яка у своєму метричному (квантативному) віршуванні спиралася на чергування різної кількості стоп (алкеєва строфа, сапфічна строфа тощо).
У силабо-тонічній системі, крім двовіршів (дистихів), розрізняються тривірші (терцети, терцини), чотиривірші (катрени), п'ятивірші, шестивірші (секстини), восьмивірші (октави), дев'ятивірші (нони), десятивірші (децими) та інші. Існують також «тверді строфічні форми», що мають тільки їм властиву внутрішню конструкцію: сонет, тріолет, рондо, рондель, рубаї тощо.
Історично можливі зв'язки між строфою та віршовим розміром (александрійський вірш українського шестистопного ямба) або жанром (децима оди) тощо.